# Alicia Hall
Alicia Hall (2 de diciembre de 1985) es una modelo estadounidense, ganadora del programa de telerrealidad de la NBC Sports Illustrated Swimsuit Model Search.

## Carrera
Hall se crio en Las Vegas, Nevada, y para la edad de siete años, convertirse en un modelo de traje de baño fue su objetivo profesional de toda la vida. Una vez que tuvo la edad suficiente, Hall comenzó a aparecer en desfiles de moda locales. A la edad de 13 años, alentada por su madre y su padrastro, participó en su primera sesión fotográfica profesional en octubre de 1998 antes de ganar un concurso organizado por la Escuela John Robert Powers, una institución de modelaje de Las Vegas bien establecida donde luego recibió capacitación formal mientras trabajaba como diseñadora web independiente.
En enero de 2003, Hall compitió en la competencia televisiva Star Search, llegando a las semifinales en la categoría de modelo. Hall volvió participar en un programa de telerrealidad cuando fue elegida entre miles de postulantes para ser una de las doce finalistas de la serie Sports Illustrated Swimsuit Model Search, que enfrentó a aspirantes a modelos en una competencia de modelaje de seis episodios para un contrato de un millón de dólares con Next Model Management. Hall llegó a la final junto con Shannon Hughes, erigiéndose como ganadora del certamen.
Desde entonces, ha modelado para Skechers y actualmente está suscrita con Elite Model Management en Miami y Los Ángeles, Chic Model Management en Australia, DCM Models en Seúl, Satoru Models en Japón, Major Model Management en París y Race Model Management en Nueva York.